# 후람
후람(侯覽, ? ~ 172년)은 후한 후기의 환관으로, 연주 산양군 방동현(防東縣) 사람이다.

## 생애
환제 대의 중상시(中常侍)였다.
양기 주살에 공을 세워 고향후(高鄕侯)에 봉해졌다. 제음에 집이 있었던 소황문(小黃門) 단규와 함께 장원을 경영하여 제북(濟北) 경계까지 이르렀고, 종복과 빈객들이 백성과 여객을 침탈했다. 제북상 등연(騰延)이 이들을 사로잡아 10여 명을 죽이자, 등연을 무고하여 면직시켰다.
건녕 2년(169년), 주보(周保)로 하여금 자신의 사치와 대민침탈을 고발한 장검 등이 사사로이 당을 조직해 국정을 어지럽힌다고 모함하도록 하여 제2차 당고의 옥을 일으켰다.
희평 원년(172년), 고발을 받아 인수(印綬)를 빼앗겼고 스스로 목숨을 끊었다.

## 《삼국지연의》 속 후람
《삼국지연의》에서는 189년까지 살아있는 것으로 나오며, 장양과 함께 대장군 하진을 죽이고 십상시의 난을 일으킨다. 그러자 도성 밖에 있던 조조 · 원소 · 원술 · 오광 등이 궁궐에 난입해 십상시들을 마구 죽이자, 수장인 장양 등과 함께 소제와 진류왕 유협을 데리고 도주하였으나, 민공이 추격해오자 황하 강에 몸을 던져 자결하였다.